# Theope lytaea
Theope lytaea är en fjärilsart som beskrevs av Charles Andreas Geyer 1837. Theope lytaea ingår i släktet Theope och familjen Riodinidae. Inga underarter finns listade i Catalogue of Life.